# A szlovén labdarúgó-válogatott szövetségi kapitányainak listája
A szlovén labdarúgó-válogatott szövetségi kapitányai
- Utolsó elszámolt mérkőzés: Kazaszthán–Szlovénia: 0–1,

| Név                | Időszak   | Mérk. | Gy | D  | V  | Eredmények                                      |
| ------------------ | --------- | ----- | -- | -- | -- | ----------------------------------------------- |
| Bojan Prašnikar    | 1991–1993 | 4     | 1  | 2  | 1  |                                                 |
| Zdenko Verdenik    | 1994–1997 | 32    | 10 | 8  | 14 |                                                 |
| Bojan Prašnikar    | 1998      | 5     | 1  | 1  | 3  |                                                 |
| Srečko Katanec     | 1998–2002 | 47    | 18 | 16 | 13 | 2000-es EB - Csoportkör 2002-es VB - Csoportkör |
| Bojan Prašnikar    | 2002–2004 | 16    | 6  | 3  | 7  | 2004-es EB pótselejtező                         |
| Branko Oblak       | 2004–2006 | 23    | 6  | 7  | 10 |                                                 |
| Matjaž Kek         | 2007–2011 | 49    | 20 | 9  | 20 | 2010-es VB - Csoportkör                         |
| Slaviša Stojanovič | 2011–2012 | 9     | 2  | 2  | 5  |                                                 |
| Srečko Katanec     | 2013–2017 | 42    | 16 | 7  | 19 |                                                 |
| Matjaž Kek         | 2018-     | 63    | 29 | 20 | 14 | 2024-es EB-csoportkör                           |